# Lomy
Lomy är en ort i Tjeckien.   Den ligger i regionen Vysočina, i den centrala delen av landet, 140 km sydost om huvudstaden Prag. Lomy ligger 550 meter över havet och antalet invånare är 148.
Terrängen runt Lomy är platt. Runt Lomy är det ganska glesbefolkat, med 25 invånare per kvadratkilometer. Närmaste större samhälle är Moravské Budějovice, 15,2 km öster om Lomy. Trakten runt Lomy består till största delen av jordbruksmark.